# Stefan Gołębiewski
Stefan Gołębiewski ps. „Bernard” (ur. 11 kwietnia 1898 w Rylsku Małym, zm. 1 sierpnia 1944 w Warszawie) – żołnierz Wojska Polskiego i Armii Krajowej, uczestnik wojny polsko-bolszewickiej, kampanii wrześniowej i powstania warszawskiego, kawaler Krzyża Srebrnego Orderu Virtuti Militari.

## Życiorys

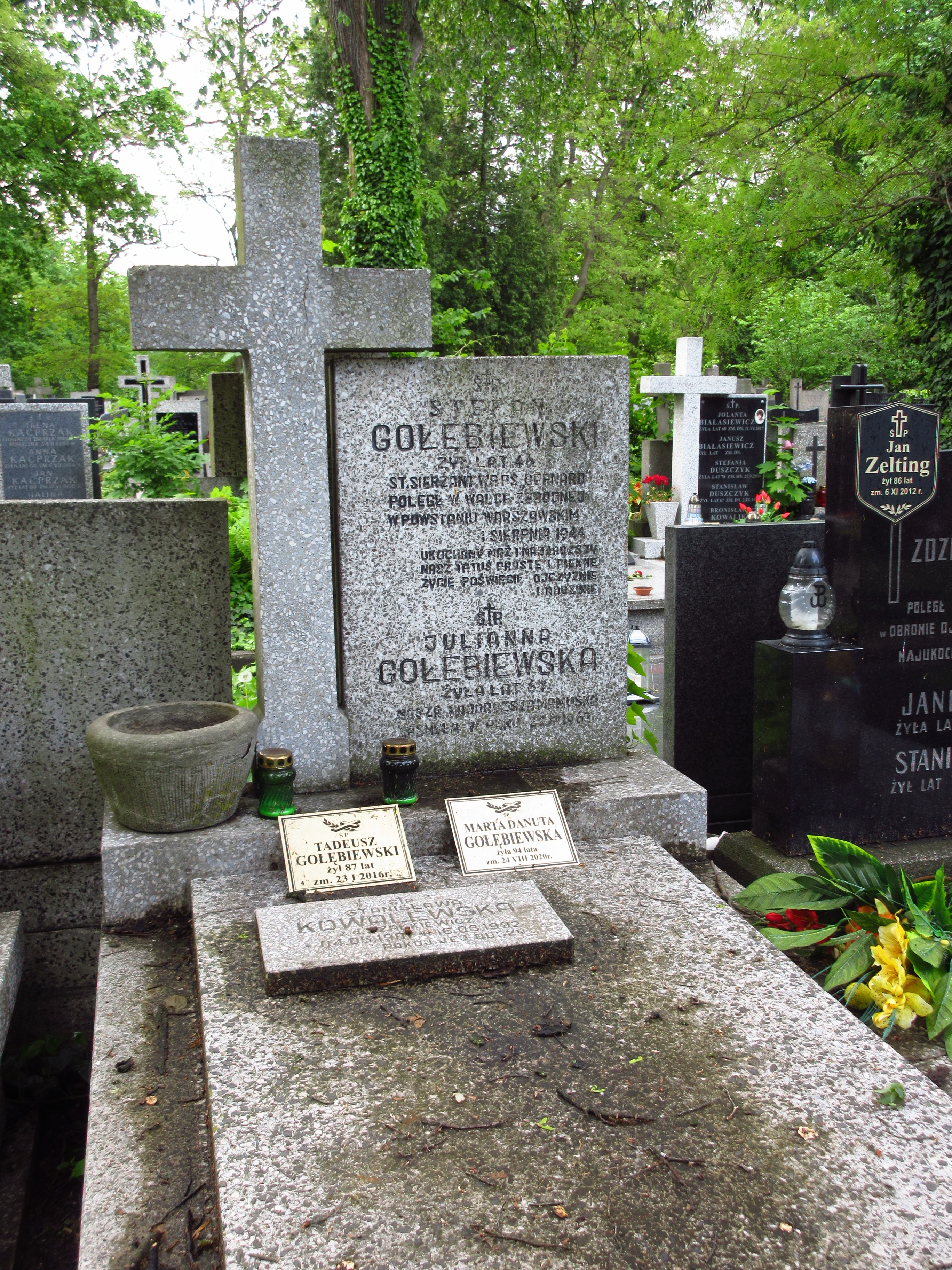
Grób Stefana Gołębiewskiego na cmentarzu Bródnowskim

Urodził się w rodzinie Michała i Franciszki z d. Sikora. Absolwent szkoły powszechnej. 
Od 2 lutego 1919 ochotnik w Wojsku Polskim, został przydzielony do 4 pułku piechoty z którym walczył podczas wojny polsko-bolszewickiej po ukończeniu kursu specjalistów broni maszynowej w kompanii karabinów maszynowych. Zwolniony z wojska w stopniu kaprala 10 grudnia 1921.
Od 25 października 1923 w służbie zawodowej, ukończył szkołę podoficerów w Toruniu i Centralną Szkołę Strzelniczą. Awansowany do stopnia starszego sierżanta.  
Podczas kampanii wrześniowej jako szef kompanii CKM w 28 pułku piechoty. Brał udział w walkach pod Wieluniem, Wolą Cyrusową i Brwinowem. Po zakończeniu walk uniknął niewoli niemieckiej i pracował w Warszawie jako robotnik.
Podczas okupacji niemieckiej należał do Związku Odbudowy Rzeczypospolitej, Związku Walki Zbrojnej i Armii Krajowej. Walczył podczas powstania warszawskiego jako dowódca plutonu 1627 AK z którym brał udział w natarciu na byłe koszary 36 pułku piechoty na Pradze-Północ podczas którego poległ.
Pośmiertnie awansowany do stopnia podporucznika i odznaczony Krzyżem Srebrnym Orderu Virtuti Militari.
Pochowany na cmentarzu Bródnowskim (kwatera 27C-6-4).

## Życie prywatne
Żonaty z Julianną Krzemińską. Mieli dzieci: Henryka, Stefania (ur. 1926) i Tadeusz (ur. 1928).

## Ordery i odznaczenia
- Krzyż Srebrny Orderu Virtuti Militari nr 12585 (za wybitne męstwo i poświęcenie)[1]